# 三好康之
三好 康之（みよし やすゆき、1940年 - 2009年1月14日）は、元日本教育テレビ・テレビ朝日アナウンサー。

## 来歴・人物
青森県出身。中央大学法学部を卒業し、1963年に日本教育テレビ（現・テレビ朝日）に入社。
アナウンサー時代にプロ野球中継、『エキサイトボクシング』（NET⇒テレビ朝日のボクシング中継のタイトル）や、全英オープンゴルフ、全国社会人ラグビーフットボール大会、極真会館・第1回全世界空手道選手権大会などの実況アナウンサーを務め、「五輪ニュース」や「ANNスポーツニュース」や「ル・マン24時間レース」（1988年）のスタジオ司会などを務めていた。
同局に在籍中に、スポーツ局のプロデューサーに転向。入社から退職までの長い間、多くのスポーツ関連を担当した。
スポーツ局のプロデューサーとして全英オープンゴルフの解説に青木功（プロゴルファー）を起用するときは、三好自ら青木のところへ行き、『全英を語れるのはあなたしかいない』と口説き落としたという。
2009年1月14日に逝去。

## 出演番組
- エキサイトボクシング
- ゴルフ中継
- ビッグスポーツ

## 脚註
1. ↑  恩人 中野好明のゴルフ－グリーンサイド 2009年1月17日付
2. ↑  三好康之さん テレビ朝日社友会訃報